# Ulrik Hoff
Ulrik Hoff (født 15. maj 1938 på Frederiksberg, død 11. oktober 2023) var en dansk kunstmaler især kendt for sine landskabsmalerier. Han var søn af arkitekt Povl Ernst Hoff.

## Uddannelse
Ulrik Hoff var uddannet fra Det Kongelige Danske Kunstakademi fra 1960 til 1966, hvor han studerede under professorerne Søren Hjorth Nielsen og Palle Nielsen. Inden da var Hoff elev hos Kaj Mottlau 1959-60.

## Karriere
Hoff debuterede på Charlottenborg Forårsudstilling i 1968.
Hans malerier er næsten udelukkende inspireret af det danske landskab.[kilde mangler] Et tilbagevendende motiv er det varierede Nordsjællandske landskab omkring Arresø og Tibirke og som kontrast Sønderjyllands flade marsk. I 2002 blev Hoff mere alment kendt da Prins Joachim inviterede ham til at udstille sine værker på Schachenborg Slotskro. Forhenværende statsminister Anders Fogh Rasmussen bestilte et Ulrik Hoff-maleri til sin 50 års fødselsdag[kilde mangler].
Han var fast udstiller hos Galleri Knud Grothe i Charlottenlund siden starten af 1990'erne.
Ulrik Hoff er repræsenteret hos Statens Kunstfond og på Statens Museum for Kunst. Han har modtaget Wilstrups Legat 1966, Ole Haslunds Legat 1967, Ebba Celinders Legat 1967-69 og Suhrs Legat 1970. 
Hoff modtog Nordea Danmark Fondens Kunstpris i 2005, Dansk Kunst Hæderslegat i 2008 og FOF Gentofte Prisen i 2008. I 2011 blev han udnævnt til årets kunstner i Gentofte Kommune. I 2011 var der premiere på en dokumentarfilm om Hoff.

## Malerskole
Ulrik Hoff underviste i 35 år i tilknytning til FOF. I mange år havde han sin egen tegne- og maleskole på Enighedsvej i Charlottenlund og skolen betragtes som et vigtigt skridt i forberedelsen til optagelse på Danmarks design-, arkitektur- og kunstuddannelser.[kilde mangler] Siden 2002 er skolen videreført af hans datter, Charlotte.

## Elever
- Helle Rask Crawford[5]
- Frank Gravesen[6]

## Privat
Hoff var født og opvokset i Charlottenlund, hvor han boede hele sit liv.